# Juan García Oliver
Juan García Oliver (1901, Reus, provincie Tarragona, Španělsko – 1980, Guadalajara, Mexiko) byl španělský anarcho-syndikalistický revolucionář a jedna z hlavních osobností španělského anarchismu.
Během generální stávky roku 1917 García Oliver přijel do Barcelony a zapojil se do odborářských aktivit. Společně s Buenaventurou Durrutim a Franciscem Ascasem založil Los Solidarios, anarchistickou skupinu, která například provedla neúspěšný atentát na španělského krále Alfonsa XIII. V roce 1920 se připojil k Národní konfederaci práce (CNT).
Nakonec se stal lídrem FAI. Když se CNT neochotně rozhodla vstoupit do Lidové fronty, uskupení stran vládnoucí během španělské občanské války, García Oliver se stal ministrem spravedlnosti pod Franciscem Largo Caballerem. Během barcelonských květnových protestů v roce 1937 přiměl dělníky k odložení zbraní, čímž zabránil dalšímu násilí. Někteří lidé ho považují kvůli tomuto činu za zrádce, jiní však vidí jeho ústupky jako pochopitelné s ohledem na nutnost porazit Francisca Franca.
Vládu opustil o něco později tentýž měsíc, ale zůstal aktivní v Barceloně, dokud v roce 1939 nepadla. Poté byl nucen uprchnout do Francie, Švédska a nakonec do Mexika, kde zůstal do své smrti.